# Oxyethira acegua
Oxyethira acegua is een schietmot uit de familie Hydroptilidae. De soort komt voor in het Neotropisch gebied.